# Ateneu Mercantil de València

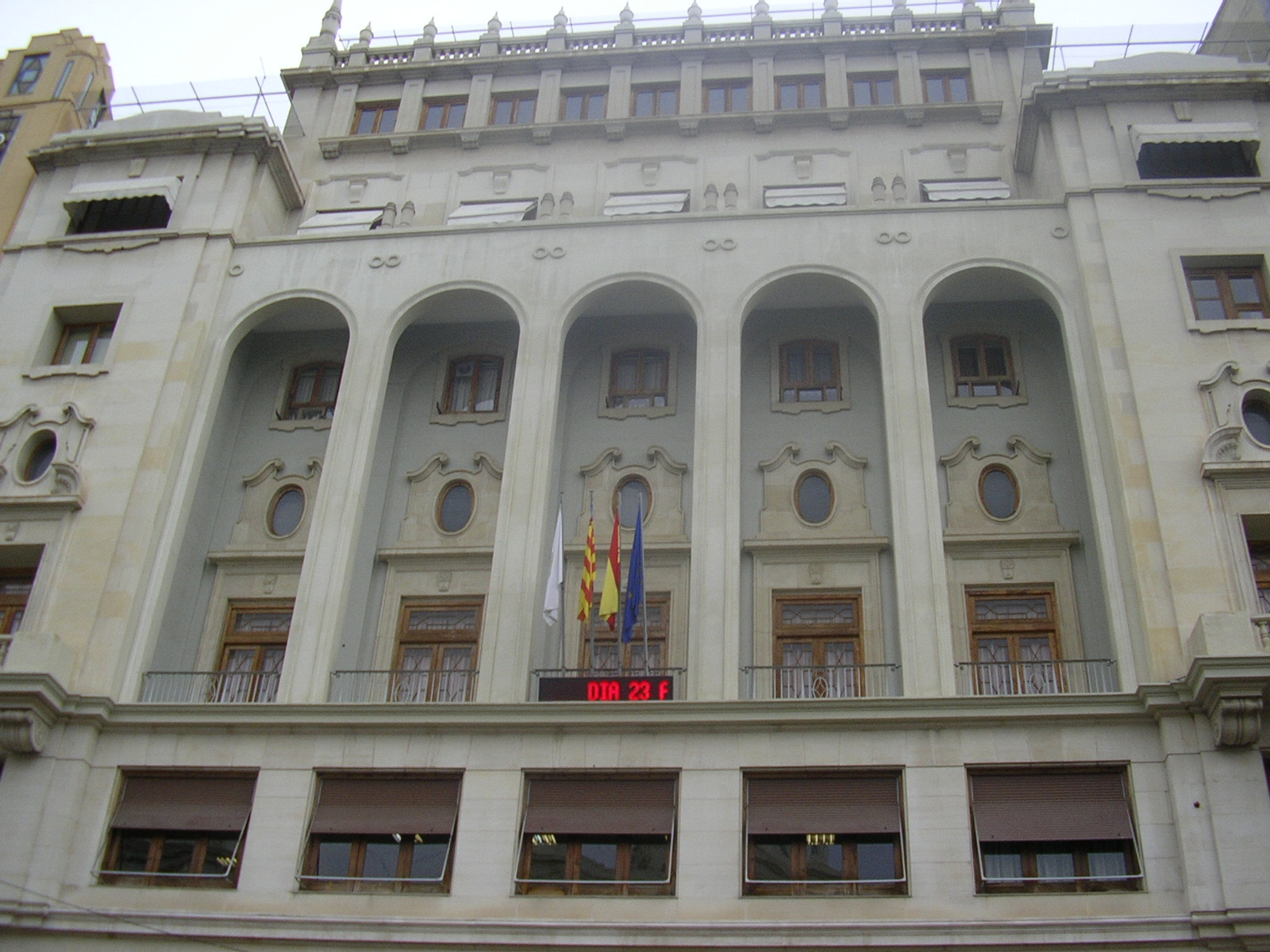
Edifici de l'Ateneu Mercantil, a la Plaça de l'Ajuntament de València.

L'Ateneu Mercantil de València és una institució cultural valenciana fundada el 23 de març de 1879 al Col·legi de Sant Pau de València. Estanislao García Monfort i altres deixebles d'Eduardo Pérez Pujol el crearen, amb la finalitat d'atendre les necessitats culturals i de formació, en la seua professió, la del dependents del comerç de la ciutat de València.
Amb el temps esdevingué una de les associacions no política més important de la burgesia mercantil valenciana. Fou impulsora de les primeres escoles de comerç i va patrocinar la creació de la Cambra de Comerç de València, del cos de corredors de comerç i de les borses de valors. El seu president Tomás Trénor Palavicino fou un dels organitzadors de l'Exposició Regional Valenciana de 1909. Poc després fou president Adolf Beltran i Ibáñez, un dels caps del Partit d'Unió Republicana Autonomista, que dominava l'alcaldia de València.
Durant el període de la guerra civil espanyola va dur el nom d'Ateneu Popular Valencià, i restà a les mans del sector addicte a la Segona República Espanyola. Fou prohibit del 1939 al 1950, any que va reprendre les seues activitats. El 1960 va rebre la medalla de la ciutat de València i el 1970 fou declarat Entitat d'Utilitat Pública. El seu actual president és José Manuel Botella Crespo i compta amb prop de 3.000 socis.

### Llista de presidents
1. Virgilio Beltrán Ibáñez (1879-1881)
2. Fernando Ibáñez Cebrián (1881-1882)
3. Juan Janini (1882)
4. Estanislao García Monfort (1883)
5. Mercedes Sánchez de León Vallbuena (1894-1896)
6. Alberto Oliag Irla (1896-1897)
7. José Ilario Ortells (1897-1898)
8. Ramón de Castro Artacho (1898-1900)
9. Bernardo Gómez Igual (1900)
10. Eugenio Burriel Gisbert (1900-1901)
11. Antonio Montesinos Garcerá (1901-1903)
12. Rafael Conejos de la Llave (1903-1906)
13. Leonardo Sanz Cases (1906-1908)
14. Tomás Trénor Palavicino (1908-1914)
15. Ricardo Serrano Chassaing (1914-1921)
16. Eugenio Miguel Madaleno (1921)
17. Eduardo Berenguer Vilanova (1922-1923)
18. Adolf Beltrán i Ibáñez (1923)
19. Mariano Gómez González (1924-1929)
20. Rafael Berttoloty Ruiz (1929-1930)
21. Ricardo Samper Ibáñez (1930-1936)
22. Enrique Bastit García (1936-1939)
23. Tomás Trénor Azcárraga (1946-1952)
24. Vicente Iborra Gil (1952-1955)
25. Joaquim Maldonado Almenar (1955-1963)
26. Mauro Guillem Prats (1963-1969)
27. José Antonio Perelló Morales (1969-1975)
28. José Tortosa Galbis (1975-1976)
29. Joaquín Muñoz Peirats (1977-1981)
30. Pedro Pérez Puchal (1981-1985)
31. Filiberto Crespo Samper (1985-1988)
32. José Joaquín Viñals Guimerá (1988-1991)
33. Francisco Sánchis Jiménez (1992-1997)
34. José Manuel Botella Crespo (1997-2013)
35. Carmen de Rosa Torner (2013-actualitat)

## Seu
La seu de l'Ateneu és un gran edifici de huit plantes de llenguatge casticista situat a la plaça de l'Ajuntament de València, construït entre 1935 i 1941. Ací es troba la biblioteca, que conté més de 52.000 volums, i una hemeroteca amb capçaleres de diaris des de 1790. Posseeix també una pinacoteca entre els fons es troben les pintures procedents de la casa que va ser del fotògraf Antonio García Peris, sogre de Joaquim Sorolla i Bastida, realitzades pel pintor Antonio Cortina Farinós.